# 釜山-金海軽電鉄1000系電車
釜山-金海軽電鉄1000系電車は釜山-金海軽電鉄にて運用されている列車である。現在、2両25編成が使用されている。

## 編成
| 号車     | 1         | 2         |
| 車両番号 | 11XX (M)  | 12XX (M)  |
| 2009年   | 1101-1112 | 1201-1212 |
| 2010年   | 1113-1125 | 1213-1225 |
| その他   | x1        | x1        |
| 車両重量 | 23.3t     | 23.3t     |
| 定員     | 152人     | 152人     |

車椅子は各車両1台ずつ固定可能になっている。